# Аппій Клавдій Пульхр (консул 38 року до н. е.)
Аппій Клавдій Пульхр (75 до н. е. — після 21 до н. е.) — політичний та військовий діяч Римської республіки, консул 38 року до н. е.

## Життєпис
Походив з патриціанського роду Клавдіїв. Син Гая Клавдія Пульхра, претора 56 року до н. е.
У 58 році до н. е. Пульхр мав намір притягнути до суду Квінта Цицерона за його дії у провінції Азія. У 52 році до н. е. разом з братом звинувачував Тита Аннія Мілона у вбивстві свого дядька Публія Клодія й незаконному здобутті посади, домігся його засудження і відмовився від винагороди, належної Аппію за законом.
У 50 році до н. е. Аппій Клавдій привів з Галлії два легіони, переданих Гнею Помпею Гаєм Цезарем. Поширював неправдиві чутки про низьку популярність Цезаря в армії.
З початком громадянської війни поміж Цезарем та Помпеєм, Клавдій у 49 році до н. е. приєднався до Помпея й разом з ним вирушив до Епіру. Про долю Аппія Клавдія Пульхра під час диктатури Цезаря нічого не відомо. Після вбивства Цезаря у 44 році до н. е. підтримав Марка Антонія, розраховуючи з його допомогою домогтися повернення батька з вигнання. Після поразки Антонія під Мутиною звернувся до Цицерона з проханням про захист. Цицерон, у свою чергу, написав Дециму Юнію Бруту рекомендаційний лист на захист Аппія Клавдія Пульхра.
У 38 році до н. е. був прихильником тріумвірів й отримав за це консульську посаду разом з Гаєм Норбаном Флаком. У 36 році до н. е. під час Сицилійської війни з Секстом Помпеєм обіймав посаду промагістрата або префекта флоту. У липні Пульхр командував ар'єргардом флоту Октавіана на шляху з Путеол до Сицилії, але мав деякі втрати через шторм. У 35 році до н. е. увійшов до складу колегії септемвірів епулонів. У 34 році до н. е. Клавдія призначено проконсулом Іспанії, а у 33 році до н. е. відсвяткував тріумф. У Римі побудував театр у Геркуланумі. З 29 року до н. е. став членом колегії арвальських братів.

## Родина
- Аппій Клавдій Пульхр
- Марк Валерій Мессала Барбат Аппіан, консул 12 року до н. е.
- Аппія Клавдія
- Клавдія